# Berkeley Lake
Berkeley Lake és una població dels Estats Units a l'estat de Geòrgia. Segons el cens del 2000 tenia 1.695 habitants.

## Demografia
Segons el cens del 2000, Berkeley Lake tenia 1.695 habitants, 601 habitatges, i 504 famílies. La densitat de població era de 648 habitants per km².
Dels 601 habitatges en un 43,8% hi vivien nens de menys de 18 anys, en un 77,2% hi vivien parelles casades, en un 5,2% dones solteres, i en un 16,1% no eren unitats familiars. En el 12,6% dels habitatges hi vivien persones soles el 3% de les quals corresponia a persones de 65 anys o més que vivien soles. El nombre mitjà de persones vivint en cada habitatge era de 2,82 i el nombre mitjà de persones que vivien en cada família era de 3,11.
Per edats la població es repartia de la següent manera: un 27,7% tenia menys de 18 anys, un 3,5% entre 18 i 24, un 32,7% entre 25 i 44, un 28,8% de 45 a 60 i un 7,2% 65 anys o més.
L'edat mediana era de 39 anys. Per cada 100 dones de 18 o més anys hi havia 92,8 homes.
La renda mediana per habitatge era de 109.401 $ i la renda mediana per família de 115.548 $. Els homes tenien una renda mediana de 84.708 $ mentre que les dones 51.750 $. La renda per capita de la població era de 43.439 $. Entorn del 2,7% de les famílies i el 2,3% de la població estaven per davall del llindar de pobresa.

## Poblacions més properes
El següent diagrama mostra les poblacions més properes.